# برایان کاناکر
برایان کاناکر (انگلیسی: Brian Conacher؛ زادهٔ ۳۱ اوت ۱۹۴۱) بازیکن هاکی روی یخ اهل کانادا است.
وی همچنین برندهٔ جوایزی همچون جام استنلی شده‌است.